# Clubiona bishopi
Clubiona bishopi este o specie de păianjeni din genul Clubiona, familia Clubionidae, descrisă de Edwards, 1958. Conform Catalogue of Life specia Clubiona bishopi nu are subspecii cunoscute.